# Bijan Djir-Sarai

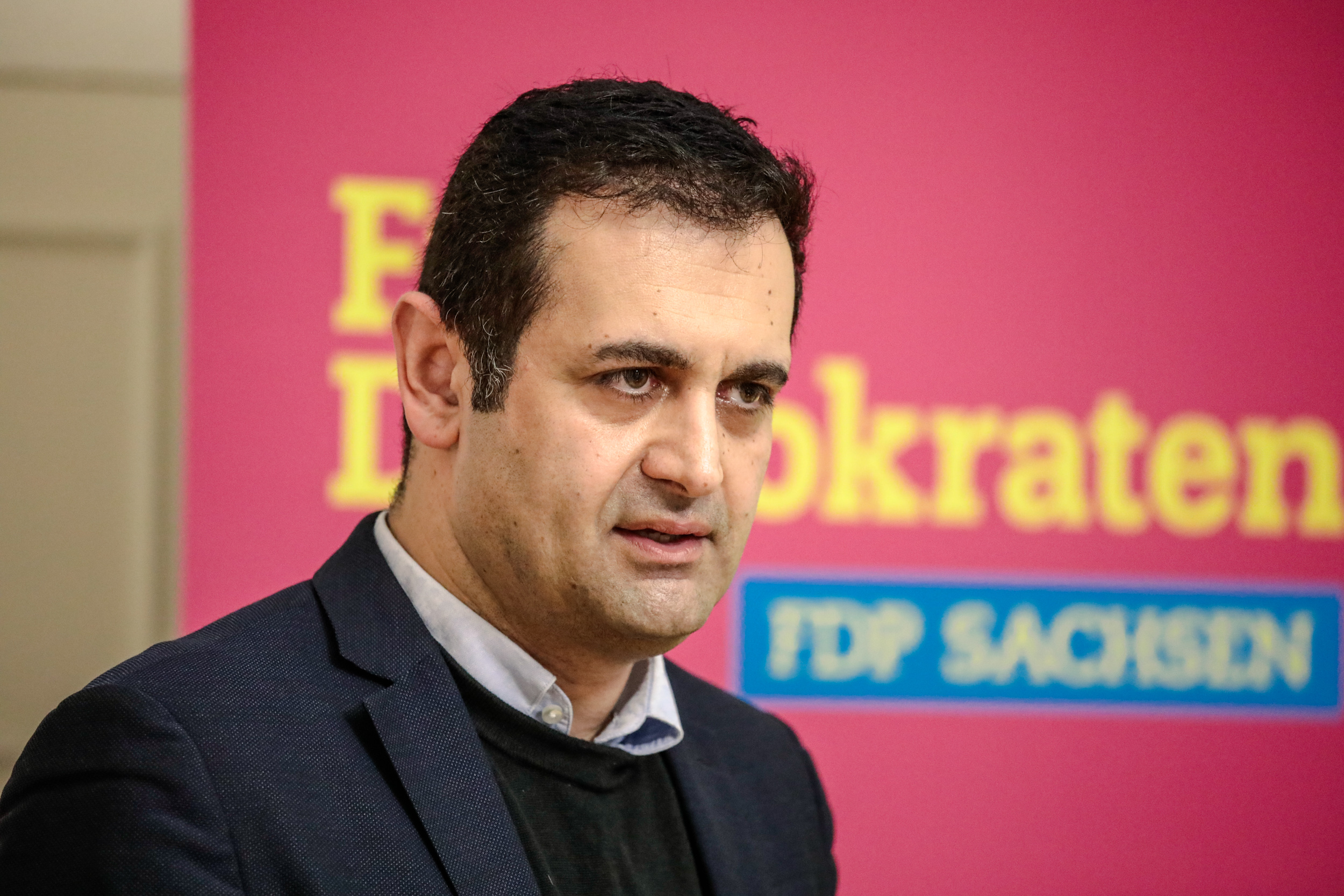
Bijan Djir-Sarai, 2024

Bijan Djir-Sarai ([ˈbi:ʒan 'd͡ʒi:rza:ʁaɪ̯], persisch بيژن جیرسرایی, DMG Bīžan-e Ǧīr-Sarāyī; * 6. Juni 1976 in Teheran, Iran) ist ein deutscher Politiker (FDP) iranischer Herkunft. Von 2009 bis 2013 sowie von 2017 bis 2025 war er Mitglied des Deutschen Bundestages, von Dezember 2021 bis November 2024 Generalsekretär seiner Partei.

## Leben

### Herkunft und Ausbildung
Bijan Djir-Sarai entstammt einer persischen Familie aus dem Iran. Seine Eltern gaben ihn 1987 im Alter von elf Jahren in die Obhut seines in Deutschland, in Grevenbroich, wohnenden Onkels, um ihm eine bessere Lebensperspektive zu eröffnen. Sein Vater hatte in Deutschland studiert. Der Onkel, ein Tierarzt, ließ den Neffen trotz dessen geringer Deutschkenntnisse in einem Gymnasium einschulen. Die frühen Erfahrungen im autoritären Regime der Islamischen Republik Iran bezeichnete Djir-Sarai wiederholt als prägend für sein politisches Engagement, insbesondere sein Eintreten für Bürger- und Menschenrechte. Nach dem Abitur am Pascal-Gymnasium in Grevenbroich studierte Djir-Sarai Betriebswirtschaftslehre an der Universität zu Köln und schloss das Studium als Diplom-Kaufmann ab. Die FDP-nahe Friedrich-Naumann-Stiftung förderte Djir-Sarai während seiner Studienzeit mit einem Stipendium der Begabtenförderung.
Djir-Sarai wurde 2008 von der Wirtschafts- und sozialwissenschaftlichen Fakultät der Universität zu Köln mit einer Arbeit über Ökologische Modernisierung der PVC-Branche in Deutschland promoviert. Im Jahr 2011 identifizierte die Internetplattform VroniPlag Wiki in der Arbeit zahlreiche Übernahmen von Textpassagen anderer ohne zureichende Quellenangaben. Djir-Sarai wies den Vorwurf anfänglich zurück. Die Universität Köln erkannte ihm im März 2012 den Doktorgrad ab, da es an der vollständigen wissenschaftlichen Eigenleistung fehlte.

### Parteilaufbahn
Im Jahr 2004 übernahm Djir-Sarai den Vorsitz der FDP-Kreistagsfraktion im Rhein-Kreis Neuss. 2005 wurde er FDP-Kreisvorsitzender. Er gehört seit 2006 dem Landesvorstand der FDP Nordrhein-Westfalen an. Im März 2014 übernahm er den Vorsitz des FDP-Bezirksverbandes Düsseldorf vom Landtagsabgeordneten Robert Orth. 
Seit April 2017 ist er Beisitzer im FDP-Bundesvorstand. 
Im Dezember 2021 teilte der FDP-Bundesvorstand mit, dass Djir-Sarai für das Amt des FDP-Generalsekretärs kandidiert. Bis zur Wahl auf dem Parteitag im April 2022 übte er das Amt kommissarisch aus. Beim Parteitag am 23. April 2022 wurde er zum Generalsekretär gewählt. 
Nachdem am 28. November 2024 die FDP ihre Pläne zum Bruch der Ampelkoalition veröffentlicht und sich mit heftiger Kritik unter anderem aufgrund der Wortwahl in den veröffentlichten Papieren sowie Djir-Sarais Dementierung von Vorwürfen, die sich letztlich bestätigten, konfrontiert gesehen hatte, trat Djir-Sarai am 29. November 2024 von seinem Amt als Generalsekretär zurück.

### Öffentliche Ämter
Im Jahr 2005 kandidierte Djir-Sarai erstmals für den Deutschen Bundestag, erhielt aber als Kandidat im Wahlkreis 109 (Neuss, Grevenbroich, Dormagen, Rommerskirchen) zunächst kein Mandat. Bei der Bundestagswahl 2009 gelang Djir-Sarai der Einzug in den Deutschen Bundestag. Er wurde Mitglied im Auswärtigen Ausschuss und im Petitionsausschuss. Zudem wurde er Vorsitzender der deutsch-iranischen Parlamentariergruppe und leitete die Arbeitsgruppe Außenpolitik der FDP-Bundestagsfraktion.
Von 2009 bis 2014 war Djir-Sarai stellvertretender Landrat im Rhein-Kreis Neuss. Während seiner Zeit als Bundestagsabgeordneter übte Djir-Sarai seine kommunalpolitischen Ämter weiter aus und betonte seine Verwurzelung in der kommunalen Arbeit vor Ort.
Bei der Bundestagswahl 2013 scheiterte die FDP an der Fünf-Prozent-Klausel und Djir-Sarai war im Bundestag nicht mehr vertreten. Nach dem Ausscheiden der FDP aus dem Bundestag im Jahr 2013 war Djir-Sarai bis April 2016 für einen kommunalen IT-Dienstleister tätig. Er verantwortete dort die Bereiche Geschäftsfeldentwicklung und interkommunale Zusammenarbeit. Im Mai 2016 wurde er hauptamtlicher Dezernent für Informations- und Kommunikationstechnologie, Kataster- und Ordnungsamt, Gebäudewirtschaft und Controlling in der Kreisverwaltung des Rhein-Kreises Neuss.
Auf dem Landesparteitag der nordrhein-westfälischen FDP im November 2016 in Neuss wurde Djir-Sarai auf den Landeslistenplatz 6 für die Bundestagswahl 2017 gewählt und er trat erneut im Bundestagswahlkreis Neuss I als FDP-Kandidat an. Schließlich gelang ihm über den Landeslistenplatz der Einzug in den 19. Deutschen Bundestag. Djir-Sarai ist seit der Bundestagswahl 2017 wieder Mitglied im Auswärtigen Ausschuss des Deutschen Bundestages, in dem er als Obmann der FDP-Bundestagsfraktion fungierte. Er war außerdem im Unterausschuss Vereinte Nationen, Internationale Organisationen und Globalisierung als stellvertretendes Mitglied vertreten. Für die FDP-Bundestagsfraktion war er als fachpolitischer Sprecher für Außenpolitik tätig. Er war auch erneut Vorsitzender der deutsch-iranischen Parlamentariergruppe im Deutschen Bundestag. Zudem leitete er fraktionsintern die 19-köpfige nordrhein-westfälische Landesgruppe der FDP-Bundestagsfraktion.
Bei der Bundestagswahl 2021 erzielte er in seinem Wahlkreis Neuss I 8,1 % der Erststimmen und zog erneut über die Landesliste NRW in den deutschen Bundestag (20. Deutscher Bundestag) ein. Bei der vorgezogenen Bundestagswahl 2025 scheiterte die FDP ein weiteres Mal an der Fünf-Prozent-Klausel und Djir-Sarai schied aus dem Bundestag aus. 

## Politische Positionen

### Außenpolitik
Als Bundestagsabgeordneter setzt sich Djir-Sarai für eine Verbesserung der Menschenrechtssituation im Nahen und Mittleren Osten ein. Er lehnt Boykott, Desinvestitionen und Sanktionen (BDS) gegen Israel ab und befürwortet die Einstufung der Hisbollah als terroristische Organisation. Djir-Sarai möchte Deutschlands Beziehungen zu Israel verbessern und sagte 2019 gegenüber dem auf jüdische Belange spezialisierten englischsprachigen Onlinemagazin Tablet: „Wir müssen die Probleme in der Region viel stärker mit den Augen der Israelis sehen (…) Nur dann werden wir verstehen, warum Sicherheit und Frieden für Israel so wichtig sind.“ Bijan Djir-Sarai und der FDP-Abgeordnete Frank Müller-Rosentritt stellten eine Pro-Israel-Resolution vor. Diese fand im März 2019 im Bundestag keine Mehrheit. Dijr-Sarai erklärte: „Ich sehe die historische Verantwortung, die wir nicht nur für die Juden in Deutschland, sondern auch für den Staat Israel haben. [Das hängt] immer damit zusammen, dass Israel die einzige Demokratie in einer politisch sehr schwierigen Region ist.“
In einem Beitrag über die Arbeit des Deutschen Bundestages benennt die Frankfurter Allgemeine Zeitung Djir-Sarai 2019 als einen der jungen Parlamentarier, die für die außenpolitisch aktivere Rolle des Parlamentes mitverantwortlich sind.
Djir-Sarai bereiste den Iran und traf sich dort mit Regierungsvertretern und oppositionellen Gruppierungen. In der 17. Wahlperiode setzte er sich als Bundestagsabgeordneter für eine Lockerung der Sanktionen gegen den Iran ein, da diese vor allem die breite Bevölkerung träfen. In der 19. Wahlperiode hingegen setzt sich Djir-Sarai dafür ein, mit dem Iran Zusatzabkommen zum JCPoA (Iran-Nuklearabkommen) abzuschließen, die das iranische Raketenprogramm und die Rolle Irans in der Region beinhalten.
Djir-Sarai besuchte die in Afghanistan stationierten Bundeswehreinheiten und unterstützte deren Einsatz, um eine Rückkehr der Taliban an die Macht zu verhindern. Er setzte sich dafür ein, die Gefahren des Afghanistan-Einsatzes für die deutschen Soldaten gegenüber der deutschen Öffentlichkeit offen zu kommunizieren. Im Jahr 2019 brachte Djir-Sarai die Forderung nach einem Abzugsplan der Bundesregierung aus dem Afghanistan-Einsatz in die Diskussion ein.
Er übernahm Gefangenenpatenschaften für einen syrischen und einen belarussischen politischen Gefangenen.
Djir-Sarai hält es für einen „gravierende[n] sicherheitspolitische[n] Fehler“, dass die deutsche Bundesregierung Technologieunternehmen, die sich ausländischer Staatsdiziplin unterwerfen, nicht vom Aufbau des 5G-Netzes in Deutschland ausschließt. Er setzt sich wie auch der Vorsitzende des Auswärtigen Ausschusses Norbert Röttgen für eine Verschärfung des Sicherheitskataloges und für eine verpflichtende politische Sicherheitsprüfung der Ausrüster ein.
Den russischen Überfall auf die Ukraine 2022 bezeichnete Djir-Sarai als „die Schande unserer Zeit“. Er erklärte, die Unterstützung der Ukraine bei ihrer Verteidigung sei eine „Notwendigkeit“ und sprach sich daher für die Lieferung schwerer Waffen an das Land aus.

### Integrationspolitik
In seiner Nominierungsrede für den Deutschen Bundestag auf dem FDP-Landesparteitag am 9. November 2008 in Düsseldorf erklärte Djir-Sarai die Integrationspolitik zu einem seiner politischen Schwerpunkte. Er warb dafür, in der Einwanderungsdiskussion den Blick auf die Fähigkeiten und Potenziale von Migranten zu richten. Zuwanderung könne für Deutschland eine Bereicherung sein, wenn die Zuwanderer sich an den zahlreichen gut integrierten Migranten als Vorbild orientierten. In diesem Zusammenhang kritisierte er die Kapitänin Carola Rackete als außenpolitischer Sprecher der FDP-Bundestagsfraktion und rechtfertigte deren Festnahme: Diese hatte am 12. Juni 2019 als Kapitänin der Sea-Watch 3 insgesamt 53 aus Libyen kommende Flüchtlinge bzw. Migranten im Mittelmeer aus Seenot gerettet und lief nach dem Warten auf eine Genehmigung in der Nacht zum 29. Juni trotz eines Verbots durch italienische Behörden den Hafen der Insel Lampedusa an. Er argumentierte, dass Rechtsstaatlichkeit „außerordentlich gefährdet“ sei, „wenn unter Berufung auf gesinnungsethische Motive Gesetze gebrochen werden“.

### Digitale Infrastrukturpolitik
Als Dezernent in der Kreisverwaltung Neuss setzte sich Djir-Sarai für einen öffentlich geförderten Ausbau der digitalen Infrastruktur ein und bezeichnete den Netzausbau als Aufgabe der kommunalen Daseinsvorsorge, vergleichbar mit Energie-, Wasser- und Gesundheitsversorgung. Zudem bezeichnete er den Ausbau der digitalen Netze als Instrument der Wirtschaftsförderung und zur Schaffung von Arbeitsplätzen. In diesem Zusammenhang forderte Djir-Sarai, das digitale Dienstleistungsangebot öffentlicher Verwaltungen dem bereits hohen Digitalisierungsgrad von Bürgerschaft und Wirtschaft anzupassen. Die Kosten des anstehenden Digitalisierungsprozesses in den Verwaltungen könnten benachbarte Städte und Gemeinden durch gemeinsam genutzte, einheitliche IT-Lösungen niedrig halten. Im Jahr 2016 legte er für den Rhein-Kreis Neuss das erste Digitalisierungs- und E-Government-Konzept vor.

## Mitgliedschaften
Bijan Djir-Sarai war Mitglied der überparteilichen Europa-Union Deutschland, die sich für ein föderales Europa und den europäischen Einigungsprozess einsetzt.

## Auszeichnungen
- 2024: Bundesverdienstkreuz am Bande[54]